# Клавель, Бернар
Бернар Клавель (фр. Bernard Clavel; 29 мая 1923 — 5 октября 2010; Лон-ле-Сонье, Франция) — французский писатель, известный благодаря своим романам, стихам, сочинениям и молодежным сказкам. Его первый роман «Ночной рабочий», опубликованный в 1956 году, положил начало созданию целого ряда детских произведений и циклов романов, таких как «Великое терпение», «Столпы неба», «Северное королевство».

## Биография
В 14 лет он был вынужден бросить школу, так как родители не могли оплачивать его образование, и стал учеником кондитера. Затем работал на шоколадной фабрике в Лионе.
Во время войны служит в армии, на границе с Испанией. После оккупации свободной зоны уходит к партизанам, участвует в движении Сопротивления.
После войны, с трудом зарабатывая на жизнь, он начинает писать по ночам, после трудового дня. Об этом периоде жизни Клавель рассказывает в своем первом романе «Ночной рабочий» (1956). Критики назвали это произведение «душераздирающей исповедью» человека, который вынужден жертвовать благосостоянием семьи ради писательской деятельности. «Эта книга — крик, брошенный на бумагу в несколько дней и ночей лихорадки», — писал Клавель в предисловии ко второму изданию романа.
На дебютный роман молодого писателя обратили внимание Эрве Базен и Арман Лану — их советы сыграли значительную роль в развитии писательского таланта Клавеля. «Ночной рабочий», насыщенный точными описаниями и типическими персонажами, положил начало серии романов: «Испанец» (1959), «Путешествие отца» (1960), а также тетралогии «Великое терпение» («Дом других», «Тот, кто хотел увидеть море», «Сердца живущих», «Плоды зимы»), написанной в 1962—1968 годах.

## Признание и награды
- 1968 — Гонкуровская премия за роман «Плоды зимы».
- 1968 — Большая премия Парижа за сборник новелл «Шпион с зелёными глазами».
- 1971—1977 — член Гонкуровской академии.

### Циклы романов
- Великое терпение / La Grande Patience
  - Дом других / La Maison des autres, 1962
  - Тот, кто хотел увидеть море / Celui qui voulait voir la mer, 1963
  - Сердца живущих (Сердца живых) / Le Cœur des vivants, 1964, пер. Я. Лесюка
  - Плоды зимы / Les Fruits de l’hiver, 1968
- Les Colonnes du ciel / Столпы неба
  - Пора волков / La Saison des loups, 1976
  - Свет озера / La Lumière du lac, 1977
  - La Femme de guerre, 1978
  - Marie Bon pain, 1980
  - Compagnons du Nouveau Monde, 1981
- Le Royaume du nord / Северное королевство
  - Harricana, 1983
  - L’Or de la terre, 1984
  - Miséréré, 1985
  - Amarok, 1987
  - L’Angélus du soir, 1988
  - Maudits sauvages, 1989

### Романы
- Ночной рабочий / L’Ouvrier de la nuit, 1956
- Pirates du Rhône, 1957
- Кто меня одолеет? / Qui m’emporte (Le Tonnerre de Dieu), 1958
- Испанец / L’Espagnol, 1959
- Малатаверна / Malataverne, 1960
- Путешествие отца / Le Voyage du père, 1965
- Геркулес на площади / L’hercule sur la place, 1966
- Le Tambour du bief, 1970
- Хозяин реки / Le Seigneur du fleuve, 1972
- Le Silence des armes, 1974
- Quand j’étais capitaine, 1990
- Meurtre sur le Grandvaux, 1991
- La Révolte à deux sous, 1992
- Cargo pour l’enfer, 1993
- Les Roses de Verdun, 1994
- Le Carcajou, 1995
- Генриетта / La Guinguette, 1997
- La table du roi, 2003

### Новеллы
- Шпион с зелеными глазами / L’Espion aux yeux verts, 1969
- L’Iroquoise, 1979
- La Bourrelle, 1980
- L’Homme du Labrador, 1982

### Искусствоведческие работы
- Жизнь П. Гогена, 1958
- Жизнь Леонардо да Винчи, 1967
- Избиение младенцев, 1970